# 주화산

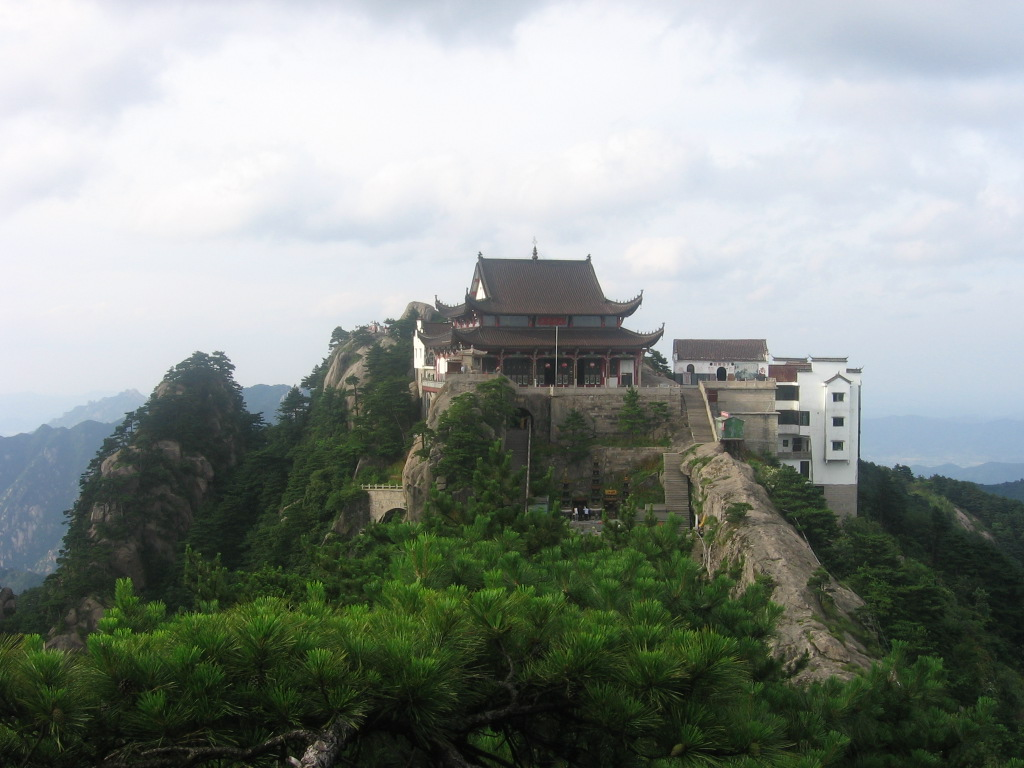
주화산의 대웅보전

주화산(중국어 정체자: 九華山, 간체자: 九华山, 병음: Jǐuhuá Shān)은 중국 안후이성 츠저우 시(池州市) 칭양 현(青阳县) 경내에 있는 불교사대성지 중의 하나이다. 이곳은 지장보살(地藏菩萨)의 도량이기도 하다.

## 개요
신라 왕자 김교각이 이곳에서 지장보살로 받들어지던 한창 때는 300여개의 사찰이 있었으나, 지금은 93개의 사찰만 남아 있다. 그 중에 국가중요사찰 9개, 성급중요사찰 30개와 불상 등 중요 문화재가 있다.

## 역사
구화산은 한나라 때 링양산(陵阳山)으로, 남조양진 때 구자산(九子山)으로 불렸다. 당나라 때의 위대한 시인 이백이 놀러왔다가 지은 시(妙有分二气，灵山开九华)에서 주화산이라고 불렸다.
신라 성덕왕의 첫 번째 왕자인 김교각 스님이 719년 이곳에 와서 수행을 하면서, 사찰을 세우고 99세의 나이로 열반에 든 곳이다. 그는 유언에서 자신의 시신을 3년간 함 속에 넣어두고 그래도 썩지 않거든, 등신불로 만들라고 남겼다. 이곳 안후이성은 비가 많아 고온 다습하여 불가능한 유언이었으나 3년 뒤 열반 시 그대로의 모습으로 남아있어, 등신불이 되었다고 한다.
이미 살아 생전에 그의 높은 도행으로 말미암아 김지장왕이라는 칭호를 얻었으며, 죽은 후에 더욱 그러한 신앙이 굳어졌다.

## 주요 사찰
- 화성사(化城寺)

신라왕자 김교각이 세웠다는 사찰로, 김교각 스님의 유물인 40cm의 신발과 스님이 신라에서 가져왔다는 흰 삽살개의 모양을 한 황금견이 있다.

## 볼거리
- 천대봉(天臺峰)
- 고배경대(古拜經臺)

김교각 스님이 고행을 하였던 곳이다.
- 육신보전

금교각 스님의 진신불이 모셔져 있다.
- 백세궁(百歲宮)

## 갤러리

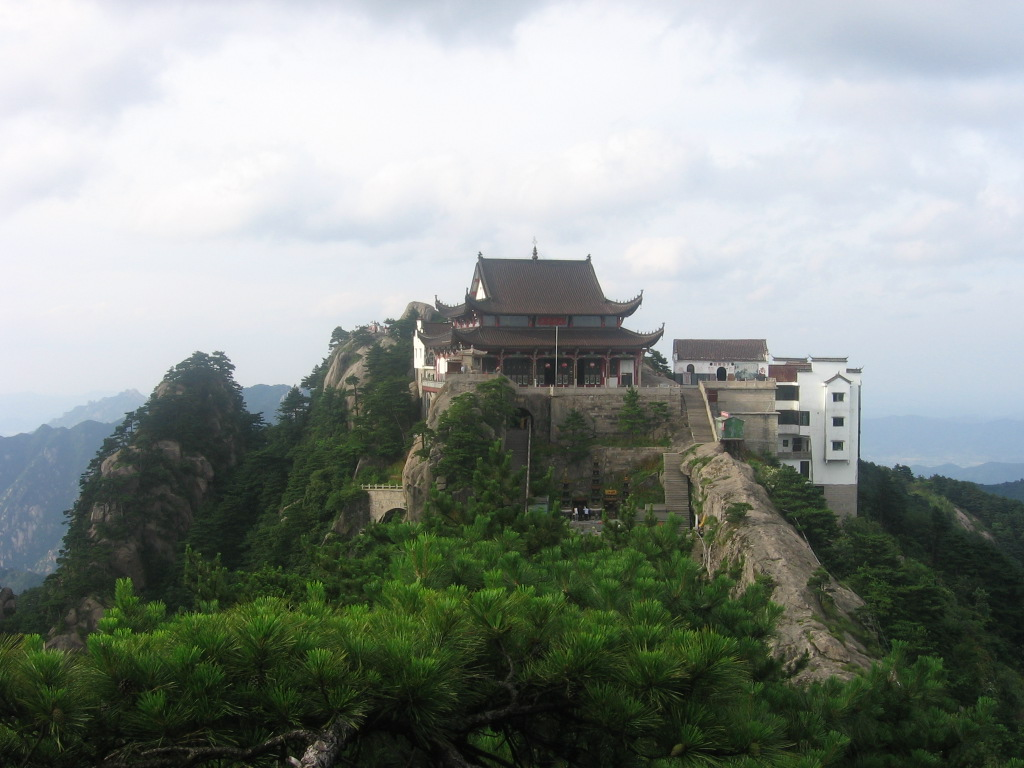
천대봉의 고배경대
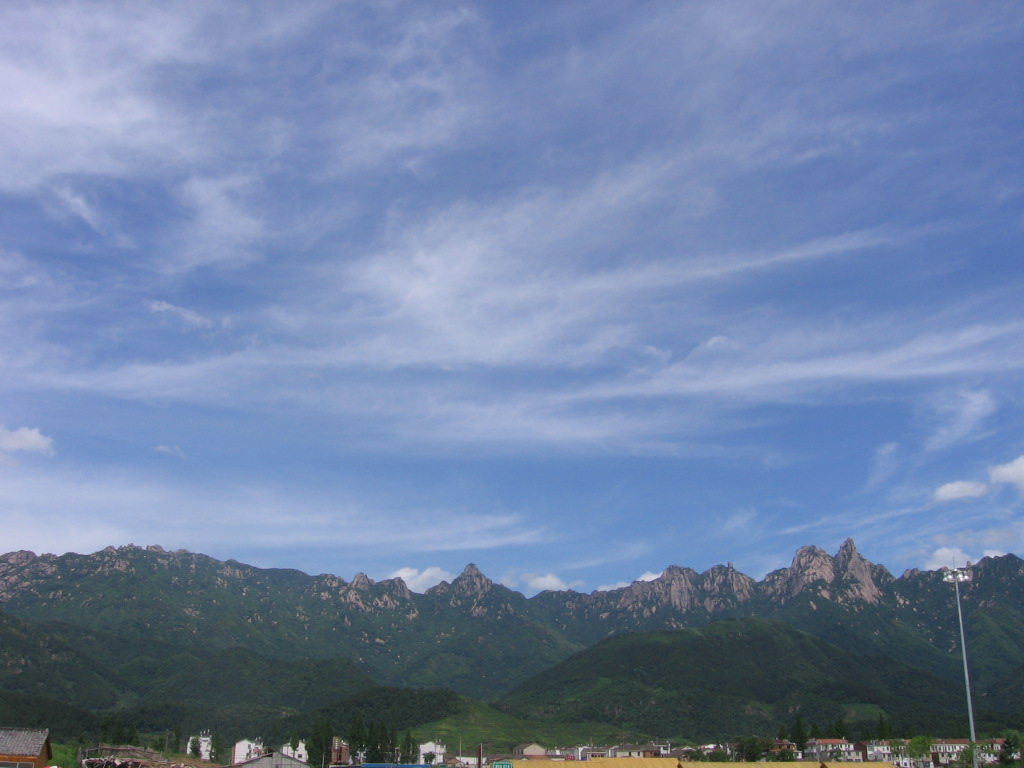
멀리서 본 주화산의 모습
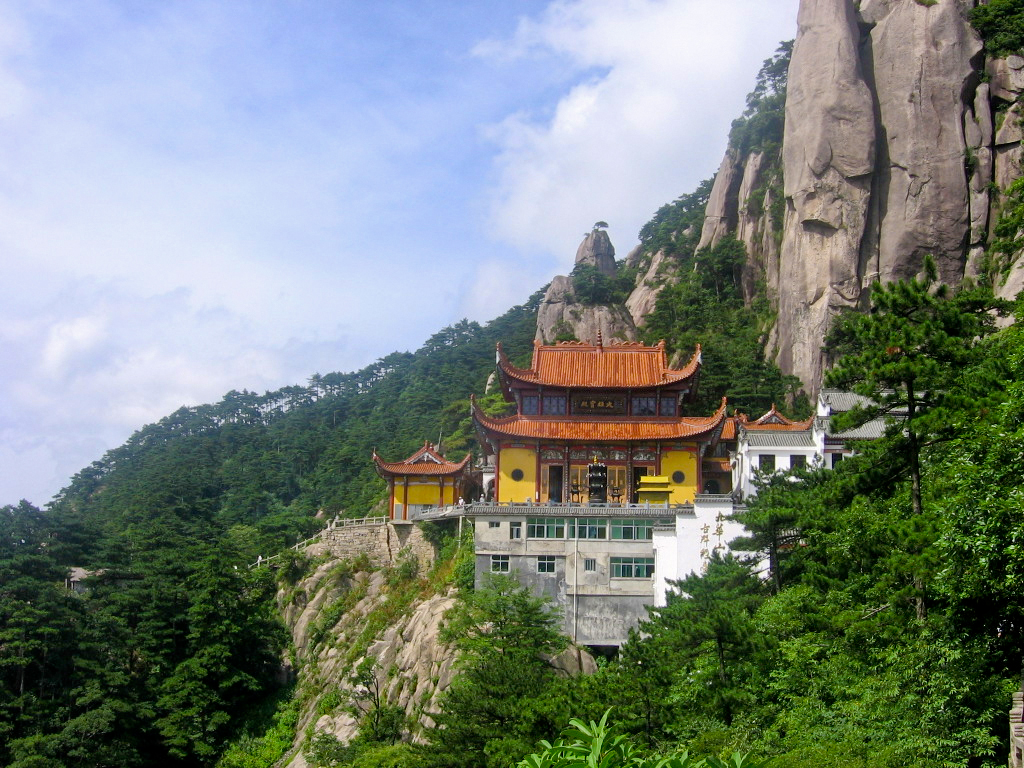
대웅보전이 있는 고배경대
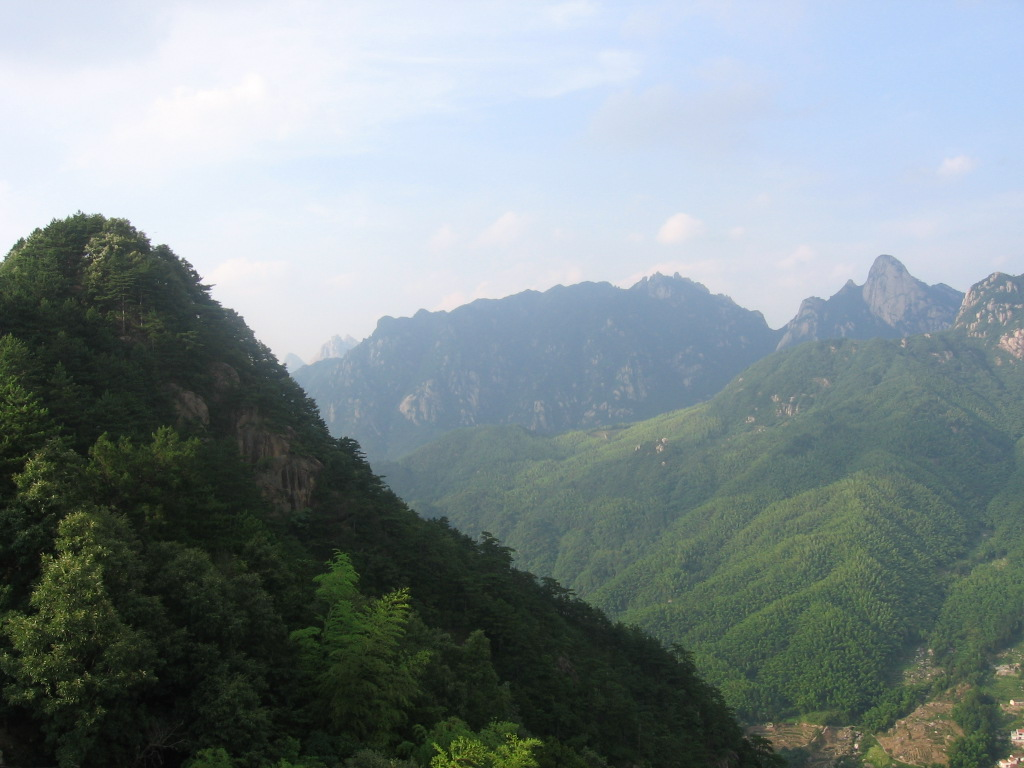
주화산 풍경

## 중국4대불교명산
1. 오대산 - 산시성 - 문수보살
2. 아미산 - 쓰촨성 - 보현보살
3. 보타산 - 저장성 - 관음보살
4. 주화산 - 안후이성 - 지장보살